# Rothschildopsylla noctilionis
Rothschildopsylla noctilionis är en loppart som först beskrevs av Costa Lima 1920.  Rothschildopsylla noctilionis ingår i släktet Rothschildopsylla och familjen fladdermusloppor. Inga underarter finns listade i Catalogue of Life.